# Opuntia hyptiacantha
Opuntia hyptiacantha är en kaktusväxtart som beskrevs av Frédéric Albert Constantin Weber. Opuntia hyptiacantha ingår i släktet fikonkaktusar, och familjen kaktusväxter. Inga underarter finns listade i Catalogue of Life.

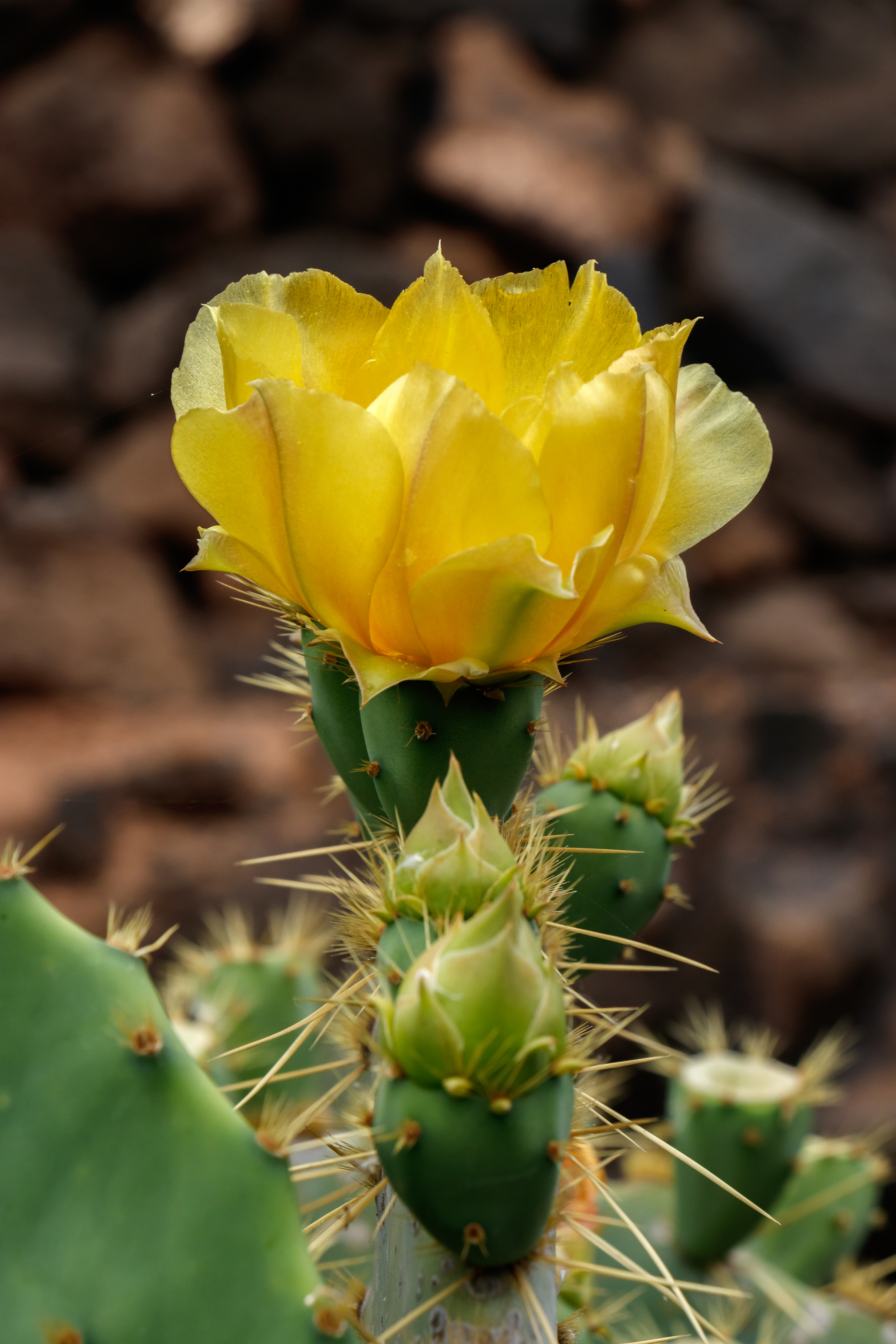